# Префектура Јамагата
Јамагата (Јапански:山形県; Yamagata-ken) је префектура у Јапану која се налази у региону Тохоку на острву Хоншу. Главни град је Јамагата.